# Лее, Себастьян
Себастьян Лее (нем. Sebastian Lee; 24 декабря 1805, Гамбург — 4 января 1887, Гамбург) — немецкий виолончелист. Брат виолончелиста Луи Лее и пианиста Морица Лее (1821—1895).
Учился, как и брат, у Иоганна Николауса Прелля. Выступал с 1830 г., гастролировал в Лейпциге, Касселе и Франкфурте, в 1832 г. обосновался в Париже как солист оркестра Итальянской оперы. В 1836 г. гастролировал в Лондоне. В 1837—1868 гг. играл в оркестре Оперы Гарнье (в 1841—1843 гг. на позиции солиста), выступал с сольными концертами. Преподавал в Парижской консерватории, в 1845 г. выпустил учебник игры на виолончели (фр. Méthode pratique pour le violoncelle), пользовавшийся международной популярностью (русское издание выпущено П. Юргенсоном). Опубликовал также серию дуэтов для двух виолончелей, различные фантазии и вариации. В 1868 г. вернулся в Гамбург.
Среди его учеников — Фердинанд Бёкман. У Лее также учился игре на виолончели Ян Карлович.